# Retowo (Tychowo)
Retowo (deutscher Name: Rottow) ist ein Dorf in der polnischen Woiwodschaft Westpommern. Es gehört zur Gmina Tychowo (Groß Tychow) im Kreis Białogard (Belgard).
Retowo liegt 17 Kilometer östlich der Kreisstadt Białogard an der Woiwodschaftsstraße 167 Koszalin (Köslin) – Ogartowo (Jagertow). Bahnstation ist Tychowo an der Bahnstrecke Szczecinek–Kołobrzeg.
Bis 1945 war Rottow ein Gutsbezirk der Gemeinde Neu Buckow, die bis 1932 zum Landkreis Köslin, danach bis zum Ende des Krieges zum Landkreis Belgard (Persante) gehörte. Auch kirchlich war Rottow nach Neu Buckow orientiert, das im Kirchspiel Groß Tychow im Kirchenkreis Belgard der evangelischen Kirche der Altpreußischen Union lag.
Heute gehört Retowo zur Gmina Tychowo im Powiat Białogardzki sowie zum Kirchspiel Koszalin (Köslin) in der Diözese Pommern-Großpolen der Evangelisch-Augsburgischen Kirche in Polen.